# Den Bedaarende
Den Bedaarende (originaltitel The Charmer) er en amerikansk stumfilm fra 1925 instrueret af Sidney Olcott.

## Medvirkende
- Pola Negri som Mariposa
- Wallace MacDonald som Ralph Bayne
- Robert Frazer som Dan Murray
- Trixie Friganza
- Cesare Gravina som Señor Sprott
- Gertrude Astor som Bertha Sedgwick
- Edwards Davis som Mr. Sedgwick
- Mathilde Brundage som Mrs. Bayne
- Dan Crimmins